# فریتز ولف
فریتز ولف (به آلمانی: Fritz Wolff) (۱۸۸۰–۱۹۴۳ برلین)، خاورشناس و زبان‌شناس آلمانی، نویسندهٔ فرهنگ شاهنامه فردوسی. او از قربانیان تعقیب یهودیان توسط نازی‌ها بود.

## زندگی
فریتز ولف در ۱۱ نوامبر ۱۸۸۰ در برلین زاده شد و بیشتر دوران زندگی خود را در همین شهر گذرانید. پس از گذرانیدن دورهٔ دبیرستان فرانسوی «کولژ روایال فرانسه» برای ادامه تحصیل به شهرهای مونیخ و هایدلبرگ رفت و بعد به برلین بازگشت، و سرانجام به شهر گیسن رفت. در دانشگاه گیسن زیر نظر کریستیان بارتولومه، ایران‌شناس نامدار آلمانی و مترجم گاتاها به آلمانی، پایان‌نامهٔ دکتری خود را با عنوان «مصادر در زبان‌های هند و ایرانی» در سال ۱۹۰۵ گذرانید. این پایان‌نامه در سال ۱۹۰۷ در آغاز چهلمین سال «مجلهٔ تحقیقات زبان‌شناسی» منتشر شد.
ولف پس از کسب درجهٔ دکتری مصمم شد که تحقیقات خود را بر زمینهٔ زبان‌شناسی ایرانی معطوف کند، اما به زودی ناچار به ترک این میدان شد، زیرا دشواری‌هایی که برای یک فرد یهودی در راه ورود به محیط دانشگاهی قد علم کرده بود او را از این کار بازمی‌داشت. این چنین بود که به انجام کاری گرایش یافت که محصول آن دیررس بود و می‌بایست در کنج عزلت انجام گیرد. کاری که او می‌خواست انجام دهد نظم و قاعده‌اش در خودش بود و وابسته به تحمیل‌های خارجی نبود. استقلال اقتصادی او که اجازهٔ چنین کاری را به او می‌داد بر اثر تورم سال‌های ۱۹۲۰ محدود شد ولی از میان نرفت.
او در کنار کتابخانه‌های بزرگ علمی زندگی می‌کرد و پانزده سال در کتابخانه‌های بزرگ دانشگاهی کار کرد. پیش از جنگ جهانی اول در مونستر بود، دوران جنگ را در برلین گذرانید، پس از آن در توبینگن و گیسن به سر برد و در این میان دو سال و نیم در ایتالیا و به‌طور عمده در شهرهای رم و فلورانس اقامت کرد و در سال ۱۹۲۹ به برلین بازگشت.
کریستیان بارتولومه با تألیف دستور زبان قدیم ایرانی و در کنار آن با تألیف فرهنگ زبان قدیم ایرانی (۱۹۰۴) ترجمهٔ تازه‌ای از اوستا آماده می‌کرد که قسمت گاثاهای آن را خود او به در سال ۱۹۰۵ پایان رسانید. ترجمهٔ قسمت‌های دیگر اوستا کاری پرزحمت بود و فریتز ولف پس از تألیف پایان‌نامهٔ دکتری خود به آن پرداخت و در سال ۱۹۱۰ آن را به پایان رسانید و با سپاسگزاری و احترام به استاد خود تقدیم کرد.
هنگامی که ولف در کار تهیهٔ ترجمهٔ اوستا بود طرحی در نظرش آمد که کمتر کسی جرئت اجرای آن را داشت: ضبط کامل مواد زبان شاهنامه. اهمیت این کار بسیار واضح بود: اگر با همهٔ مشکلاتی که از حجم فوق‌العادهٔ متن شاهنامه سرچشمه می‌گرفت، تألیف گنجینهٔ لغت یکی از مهمترین اسناد شعر کلاسیک فارسی به توفیق می‌انجامید، تحقیق در لغت فارسی بر پایه‌های محکمی استوار می‌شد و آن را از قید وابستگی به فرهنگ‌های نارسای ایرانی و هندی رها می‌ساخت. البته مقصود ولف این نبود که لغت‌نامه‌ای تألیف کند که موارد استعمال لغات را در شاهنامه یک به یک شرح و بسط دهد و موارد مشکل و مبهم را روشن سازد و به عبارت دیگر شرحی بر پایهٔ ترتیب لغوی بر حماسهٔ فردوسی بنویسد.
فریتز ولف برای آن که بتواند کاری را که در مورد شاهنامه در نظر داشت انجام دهد می‌بایست مواد عظیم شاهنامه را به طرزی ساده و روشن تنظیم کند و معانی مهم را ذکر کند. اساس کار او چاپ هفت جلدی شاهنامه چاپ پاریس به تصحیح ژول مل بود، با توجه کامل به چاپ کلکته به تصحیح ترنر ماکان و چاپ لیدن به تصحیح وولرس-لانداور، و همچنین در نظر گرفتن لغت شاهنامهٔ عبدالقادر بغدادی که زالمان منتشر ساخته بود. در فرهنگ ولف، واژه‌های شاهنامه به ترتیب الفبا و خط فارسی و آوانویسی لاتین آورده شده و معناهای گوناگون هر واژه و کاربرد دستوری آن‌ها نشان داده شده‌است. بدین گونه فرهنگی مفصل در بیش از ۹۰۰ صفحه به همراه فهرست‌های گوناگون فراهم آمد که ابزاری برای تحقیق دربارهٔ موضوع‌های دستوری واژگانی و سبکی شاهنامه به‌شمار می‌آید.
کار جمع‌آوری و تنظیم لغات در طی سال‌ها صبر و حوصله خستگی‌ناپذیر دنبال شد تا آنکه همهٔ مواد متن شاهنامه در فیش‌ها و ورقه‌ها ضبط شد. ولف خود را کاملاً در اختیار وظیفه‌ای که برای خود تعیین کرده بود گذاشت و هیچ‌وقت فکر نمی‌کرد که حاصل زحمت خود را به چه وسیله‌ای در اختیار محققان علاقه‌مند بگذارد.
اتفاق چنان افتاد که در سال ۱۹۳۴ ایران جشن هزاره فردوسی را آغاز کرد، و دولت آلمان می‌خواست که چیز جالب توجهی به دولت ایران تقدیم کند. شعبهٔ فرهنگی وزارت خارجهٔ آلمان توانست وسایل و اسباب قابل ملاحظه‌ای را که چاپ چنین کتاب عظیمی لازم داشت فراهم سازد. آخرین خوشحالی بزرگ زندگی فریتز ولف که با نگرانی‌های روزافزون پیوسته سنگین‌تر می‌شد، این بود که ببیند لغت‌نامهٔ او در چاپخانهٔ نمونهٔ دولتی چاپ و منتشر می‌شود.
در سال‌های بعد ولف تصحیح بقیهٔ شاهنامهٔ وولرس-لانداور را در دست گرفت و توانست آن را به انجام برساند. نسخهٔ خطی آماده برای چاپ این کتاب از چنگ حوادث نجات یافت.
پیشنهاد کار در کرسی استادی دانشگاه تهران به او:
سفیر وقت ایران در برلین آقای محسن رئیس (زاده ۱۲۷۵) دربارهٔ وی در کتاب «رضاشاه کبیر در آیینه خاطرات»[*۶ ] می‌نویسد:
[روزی استاد ولف به دفتر سفارت آمد و سه جلد کتاب قطور با نام «فرهنگ لغات شاهنامه فردوسی» روی میز من گذاشت. این دانشمند بزرگ‌مردی لاغراندام، بدحال و ژنده پوش بود. او در نهایت بی‌چیزی سال‌ها بروی تنظیم این کتاب وقت گذاشته بود. و توانسته بود  کتابی  را عرضه کند  که منتهی درجه ارزش را نزد ارباب فضیلت داشت. آنروز دکتر  ولف سه جلد از کتاب خود را در اختیار من گذاشت تا یک جلد مزین آن را به پیشگاه  شاهنشاه ایران تقدیم کنم،  جلد دوم به مرحوم فروغی نخست وزیر تعلق داشت و جلد سوم برای  کتابخانه سفارت بود. بورت کتاب را به حضور  شاهنشاه فقید تقدیم کردم. و همین‌طور برای نخست وزیر هم فرستادم.  در ملاقات با دکتر ولف همان‌طور که گفتم وی را در نهایت پریشانی دیدم زیرا وی یهودی بود و دولت آلمان نازی به وی امکان فعالیت، تدریس و تحقیق نمی‌داد. 
به این مرد که در نهایت بی‌چیزی بود گفتم اگر دانشگاه ایران از شما برای تدریس زبان اوستا و زبان‌های باستانی ایران دعوت کند آیا به کشور ایران مسافرت خواهید کرد؟ پاسخ داد این مرحمت شاه ایران را بروی چشم گذاشته و بورت عازم خواهم شد. بلافاصله مراتب را به وزارت خارجه رساندم  تا به پیشگاه شاهنشاه برساند. بفاصله کمی از ایران خبر رسید که حسب‌الامر اعلیحضرت کرسی مخصوصی برای وبا حقوق مکفیلم و مسکن شخصی در تهران تدارک فرمودند. بی‌درنگ دبیر اول سفارت را برای اطلاع از ماوقع به منزل دکتر ولف گسیل کردم که ساعتی بعد او با قیافه‌ای اندوهگین بازگشت و گفت:
من را به اتاقی محقر و مرطوب در زیرزمینی راهنمایی کردند که دکتر با حال نزار در آنجا دراز کشیده بود . وقتی مراحم شهنشاه را ابلاغ کردم اشک در چشمانش حلقه زد و گفت :
کاش می‌توانستم این علم دوستی و معارف پروری شاه ایران را با خدمت صادقانه  خود در دانشگاه تهران پاسخگو باشم ولی حال من طوری نیست که در این مقام پاسخگو باشم . حتی عمرم کفاف این را نمی‌دهم که از این بستر برخواسته و عزم سفر کنم. چندی بعد نیز خبر درگذشت او را شنیدم ]

## پایان زندگی
اگر غوطه‌ور شدن فریتز ولف در کارهای علمی او را در رنج‌ها و ترس‌های زندگی‌اش یاری می‌کرد، ایمان او به دین مسیح که بعدها به آن گرویده بود نوعی رضایت و خوشی باطنی برای او فراهم می‌ساخت، و خشونت و بی‌رحمی اوضاعی که او و نظایر او را تهدید می‌کرد نمی‌توانست این رضایت و خوشی درونی را از میان ببرد. او نمی‌خواست تا آنجا که ممکن باشد وطن خود آلمان را ترک کند. در سال‌های آخر زندگی آقای ریشارد تونگل که روزنامهٔ «تسایت» (امروز) را در هامبورگ منتشر می‌کرد با او روابط نزدیک دوستانه داشت. او برای تذکاریه مطلب زیر را در اختیار گذاشت:
«من در سی و یکم مارس ۱۹۴۳ دکتر فریتز ولف را برای آخرین بار ملاقات کردم. این ملاقات میان ساعت شش و نه بعدازظهر در منزل او واقع در برلین، نوی کلن اتفاق افتاد. در این ساعات چهرهٔ این مردکه من او را از سال‌ها پیش می‌شناختم و به او احترام می‌گذاشتم چنان به وضوح روشنی در من اثر گذاشت که می‌توانم آن را بازگو کنم.
در آن هنگام نخستین انتقال اجباری یهودیان از برلین آغاز شده بود. کارگران در خیابان بر این عمل اعتراض کرده بودند و مأموران دولتی این انتقال اجباری را از روی احتیاط شب‌ها انجام می‌دادند. آن شب نیز چنین بود. خانم همسایهٔ او از روی خیرخواهی دم درآمد و گفت: اتومبیل‌ها دوباره به راه افتاده‌اند. این اخطار بر ملاقات ما سنگینی کرد. من از ولف و خانمش خواهش کردم که به منزل من منتقل شوند تا ببینیم چه می‌شود. او بی‌درنگ از این کار امتناع کرد زیر نمی‌خواست کسی را به خطر بیندازد و نمی‌خواست باری بر دوش کسی بشود. هنوز هم برای من مایهٔ تعجب است که او سرنوشت یهودیان را با چه روشنی و وضوحی پیش‌بینی می‌کرد. او می‌دانست که او و زنش کشته خواهند شد اما با ایمان مسیحی لوتری خودش از مرگ نمی‌هراسید.
ولف متوجه شد که امتناع او مرا ناراحت کرده‌است و خواست مرا تسلی دهد. ما ساعتی دربارهٔ پاسکال که ولف خیلی او را دوست می‌داشت سخن گفتیم. در این میان زنگ در به صدا درآمد. او اجازه نداد که من در را باز کنم و می‌خواست مرا مخفی کند. ما با هم دم دررفتیم. کشیش او بود که به ملاقاتش آمده بود و می‌خواست با هم دعا بخوانند. هر دو از من خواستند که بروم.

پس از آن دیگر او را ندیدم. آخرین سخن او این بود: به بچه‌های من بگویید که من با یک ایمان مسیحی تسلیم سرنوشت خود می‌شوم و می‌خواهم اینجا بمیرم.»

## پانوشتها و منابع
1. ↑  فریتز ولف، نوشتهٔ هانس هاینریش شدر، مجله یغما، ص ۱۳۰
2. ↑  سخن‌های دیرینه،سی گفتار دربارهٔ فردوسی و شاهنامه، جلال خالقی مطلق، به کوشش علی دهباشی، انتشارات دکتر محمود افشار با همکاری انتشارات سخن، یادی از دانشمندی رنج‌دیده و ناکام:فریتس ولف، صفحه ۱۳۷
3. ↑  سخن‌های دیرینه،سی گفتار دربارهٔ فردوسی و شاهنامه، جلال خالقی مطلق، به کوشش علی دهباشی، انتشارات دکتر محمود افشار با همکاری انتشارات سخن، یادی از دانشمندی رنج‌دیده و ناکام:فریتس ولف، صفحه ۱۳۷
4. ↑  سخن‌های دیرینه،سی گفتار دربارهٔ فردوسی و شاهنامه، جلال خالقی مطلق، به کوشش علی دهباشی، انتشارات دکتر محمود افشار با همکاری انتشارات سخن، یادی از دانشمندی رنج‌دیده و ناکام:فریتس ولف، صفحه ۱۳۷
5. ↑  فریتز ولف، نوشتهٔ هانس هاینریش شدر، مجله یغما، ص ۱۳۲
6. ↑  هینریش شدر، هانس (خرداد ۱۳۵۴).  زریاب، عباس، ویراستار. «فریتز ولف». یغما (۳ (پیاپی ۳۲۱)).
7. ↑  هینریش شدر، هانس (خرداد ۱۳۵۴).  زریاب، عباس، ویراستار. «فریتز ولف». یغما (۳ (پیاپی ۳۲۱)).
8. ↑  «درباره فرهنگ شاهنامه فردوسی فریتس ولف». بایگانی‌شده از اصلی در ۲۲ دسامبر ۲۰۱۱. دریافت‌شده در ۱۳ نوامبر ۲۰۱۰.
9. ↑  فریتز ولف، نوشتهٔ هانس هاینریش شدر، مجله یغما، ص ۱۳۳
10. ↑  فریتز ولف، نوشتهٔ هانس هاینریش شدر، مجله یغما، ص ۱۳۵

۶*: انتشارات اداره نگارش وزارت فرهنگ و هنر ایران/تالیف ابراهیم صفایی/ سال ۲۵۳۵؛ به مناسبت پنجاه سالگی سلطنت پهلوی
- فریتز ولف، نوشتهٔ هانس هاینریش شدر، مجله انجمن خاورشناسان آلمان (ZDMG) جلد ۹۹، سال ۱۹۵۰ ترجمهٔ عباس زریاب خویی، مجله یغما، سال بیست و هشتم، شماره سوم، خرداد ۱۳۵۲، تجدید چاپ در: بزم‌آوردی دیگر، مجموعه مقالات عباس زریاب خویی، دائرةالمعارف بزرگ اسلامی، ۱۳۸۶